# رود کویوا
رود کویوا (روسی: Койва) یک رودخانه در سرزمین پرم کشور روسیه است.